# NGC 7480
NGC 7480 (другие обозначения — PGC 70432, NGC 7480A, UGC 12349, MCG 0-58-27, ZWG 379.30) — галактика в созвездии Рыбы.
Этот объект занесён в новый общий каталог несколько раз, с обозначениями NGC 7480, NGC 7480A.
Этот объект входит в число перечисленных в оригинальной редакции «Нового общего каталога».